# El Beddouza
El Beddouza (en àrab البدوزة, al-Baddūza; en amazic ⴱⴷⴷⵓⵣⴰ) és una comuna rural de la província de Safi, a la regió de Marràqueix-Safi, al Marroc. Segons el cens de 2014 tenia una població total de 14.084 persones.